# FormatFactory
FormatFactory es un software conversor multimedia multifuncional que convierte todo tipo de archivos. Es gratuito, aunque algunos antivirus lo detectan como adware, ya que por defecto su instalador trae programas no requeridos. Es capaz de ripear DVDs y CDs a otros formatos de archivo, así como de crear imágenes .iso. También puede unir varios archivos de vídeo en uno.

## Características
- Permite girar imágenes y redimensionar, recortar y convertir contenidos multimedia (imagen, audio y vídeo).
- Ofrece 3 niveles de calidad resultante.
- Repara archivos de audio y vídeo dañados.
- Descarga contenidos multimedia de webs como YouTube.

### Formatos compatibles
- Admite fuentes de CD y DVD multimedia.
- Imagen JPG, BMP, PNG, TIF, ICO, GIF y TGA.
- Audio: MP3, WMA, AMR, OGG, AAC y WAV.
- Vídeo: MP4, 3GP, MPG, AVI, WMV, FLV y SWF.
- Soporte para formato MP4 de Android, BlackBerry, iPod, iPhone, iPad y PSP.
- Soporte para RMVB, Watermark, AV Mux.